# Riserva naturale di Astrachan'
La riserva naturale di Astrachan' (in russo Астраханский заповедник) è una riserva naturale di Stato della Russia europea situata alla foce del Volga nei pressi della città di Astrachan' nell'oblast' omonimo. Venne istituita l'11 aprile 1919 da una commissione di studiosi dell'università di Astrachan' e divenne un'istituzione statale a seguito di una decisione del soviet dei commissari del popolo della repubblica socialista federativa sovietica di Russia del 24 novembre 1927. La riserva è stata inserita, come delta del Volga, nell'elenco delle zone umide protette di importanza internazionale secondo la convenzione di Ramsar nel 1975 e aggiunta all'elenco delle riserve della biosfera dell'UNESCO nel 1984. Si estende su una superficie di 67.917 ettari.

## Geografia
La riserva naturale, situata nei territori amministrativi dei rajon municipali di Kamyzjak, di Volodarskij e di Ikrjanoe, è suddivisa in tre zone: occidentale (Damčik), centrale (Trёchizbin) e orientale (Obžorov). Si estendeva originariamente su una superficie di 23.000 ettari, ma a seguito dell'abbassamento del livello del mar Caspio e dell'estensione del delta verso il mare, copre oggi una superficie maggiore di quasi tre volte.

## Flora
Nelle zone interne le rive del fiume sono orlate di salici ed altri alberi, che verso l'esterno trapassano a vaste aree di canne. Tra i muri verdi delle canne, passaggi serpeggianti conducono a lagune e stagni e a baie. Le paludi sono attraversate da numerose, sottili lingue di sabbia e di fango allungate in direzione est-ovest. La loro larghezza è sui 200 metri e la lunghezza può variare da 500 metri fino a 19 km; sono alte fino a 8 metri. In alcuni luoghi questi cordoni circondano dei laghi. Vicino ad Astrachan' vi sono molte dune, stabilizzate da varie piante, e in modo particolare da un'erba gigantesca, il Leymus racemosus, che è alta fino a un metro e mezzo. Quest'erba è preferita dai buoi e cavalli, il cui intenso pascolare e calpestare ha distrutto la vegetazione, e la sabbia s'è rimessa in movimento invadendo larghe aree.
La vegetazione acquatica è caratterizzata da estesi tappeti di castagne acquatiche. Il delta del Volga è unico tuttavia per la presenza di una pianta eccezionale, il loto indiano (Nelumbo nucifera), qui nel punto più occidentale del suo areale.

## Fauna
Nella riserva vivono 289 specie di uccelli, di cui 72 in pericolo di estinzione, delle quali 40 nidificanti. La gru siberiana, estremamente rara, si ferma qui durante le sue migrazioni. Il pellicano riccio nidifica qui, così come il marangone minore, la spatola eurasiatica e l'airone guardabuoi. Queste specie figurano tutte sul libro rosso delle specie minacciate della Russia. La maggior parte degli uccelli qui presenti appartengono a specie che vivono nelle paludi e negli specchi d'acqua e fanno il nido sugli alberi, sugli arbusti o sulle piante lacustri. Una trentina di specie vivono nelle foreste e solamente tre specie appartengono all'ecosistema dei prati o degli ambienti urbani.
Nelle acque della riserva sono state censite sessanta specie di pesci: ricordiamo innanzitutto gli storioni che producono il caviale (sono tre le specie che vivono qui: lo storione ladano, lo storione danubiano e lo storione stellato), ma anche Clupeidi (l'alosa del Caspio, la cheppia del Volga, l'alosa di Kessler), Ciprinidi (il rutilo del Caspio, l'abramide, la carpa, la scardola europea, il cavedano europeo, l'aspio, il chekon, la carpa di Prussia), il luccio nordico, il lucioperca, il pesce persico e gli spinarelli.
Nella riserva vivono anche diciassette specie di mammiferi, tra i quali ricordiamo il cinghiale, il lupo, la volpe, la lontra, l'ermellino, l'arvicola acquatica e il topolino delle risaie.

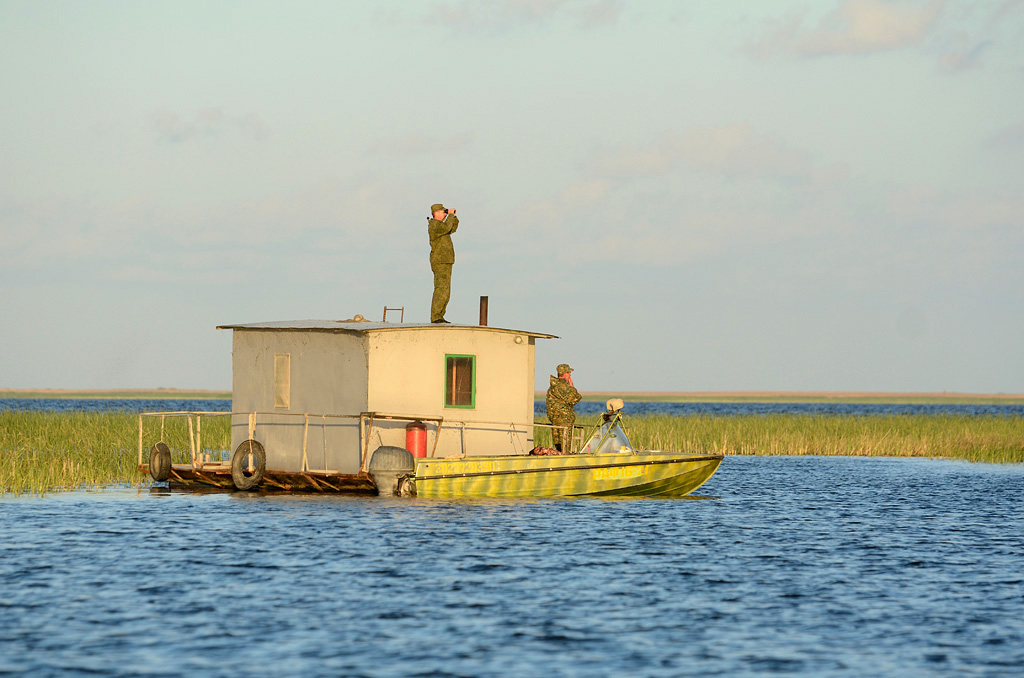
Guardiani della riserva su un'imbarcazione
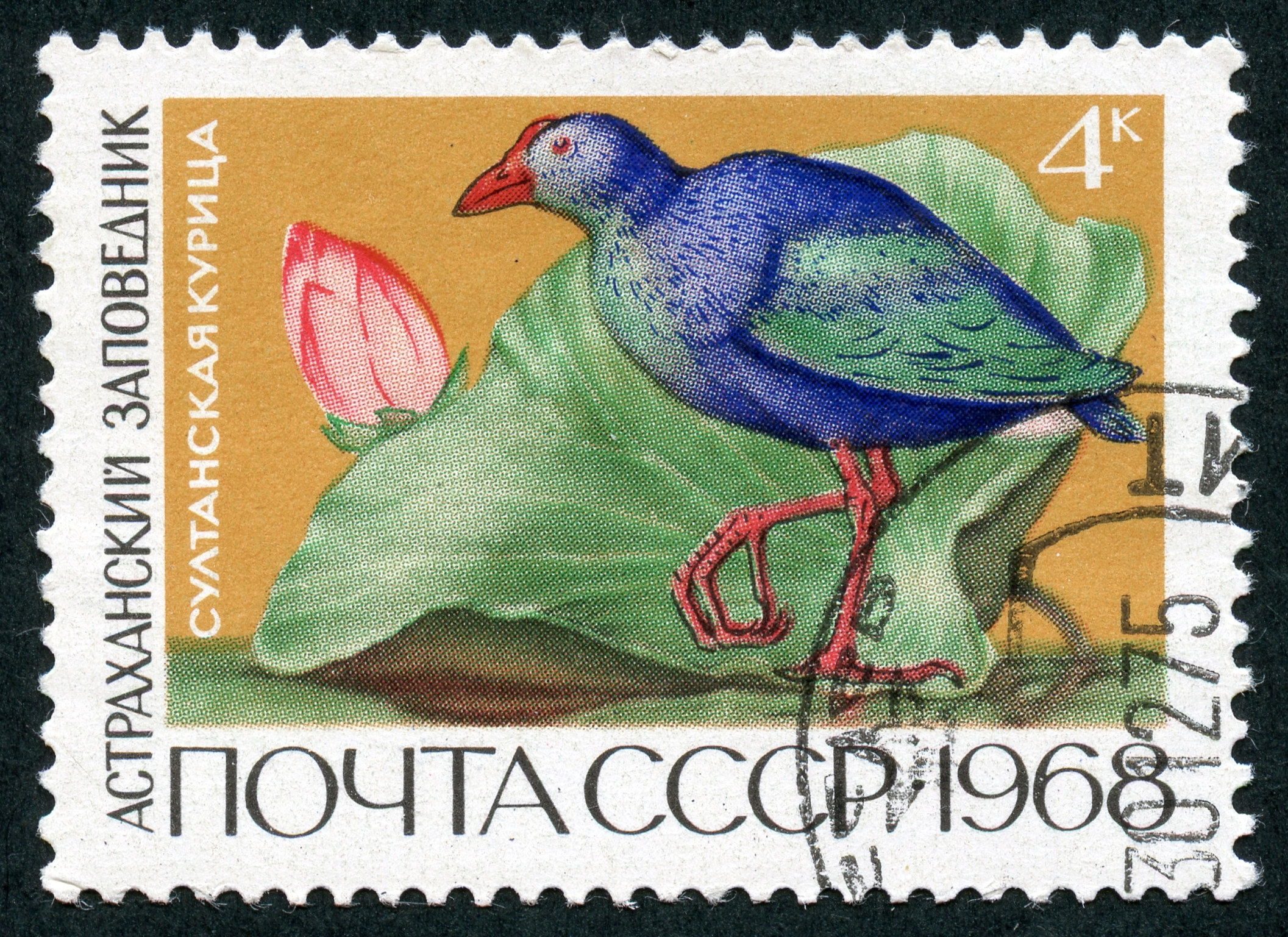
Il pollo sultano e il loto indiano su un francobollo sovietico del 1968 dedicato alla riserva di Astrachan'